# Cua nâu
Cua nâu (Danh pháp khoa học: Cancer pagurus) thường được gọi là cua thịt là một loài cua biển được tìm thấy ở Biển Bắc, Bắc Đại Tây Dương và có lẽ ở Địa Trung Hải. Đây là một loài cua chắc thịt có màu nâu đỏ, có cái mai hình bầu dục với một cạnh "vỏ bánh" đặc trưng và mũi càng màu đen. Một con cua trưởng thành có thể có cái mai rộng lên đến 25 cm (10 in) và nặng tới 3 kg (6,6 lb). Cua nâu (C. pagurus) là một động vật ăn thịt sống về đêm, ăn một loạt các động vật thân mềm và động vật giáp xác. Cua nâu là đối tượng của nghề khai thác cua lớn nhất ở Tây Âu, tập trung vào các bờ biển của nước Anh, với hơn 60.000 tấn đánh bắt hàng năm. Cua nâu Na Uy là sản phẩm thông dụng trên thị trường

## Hình ảnh

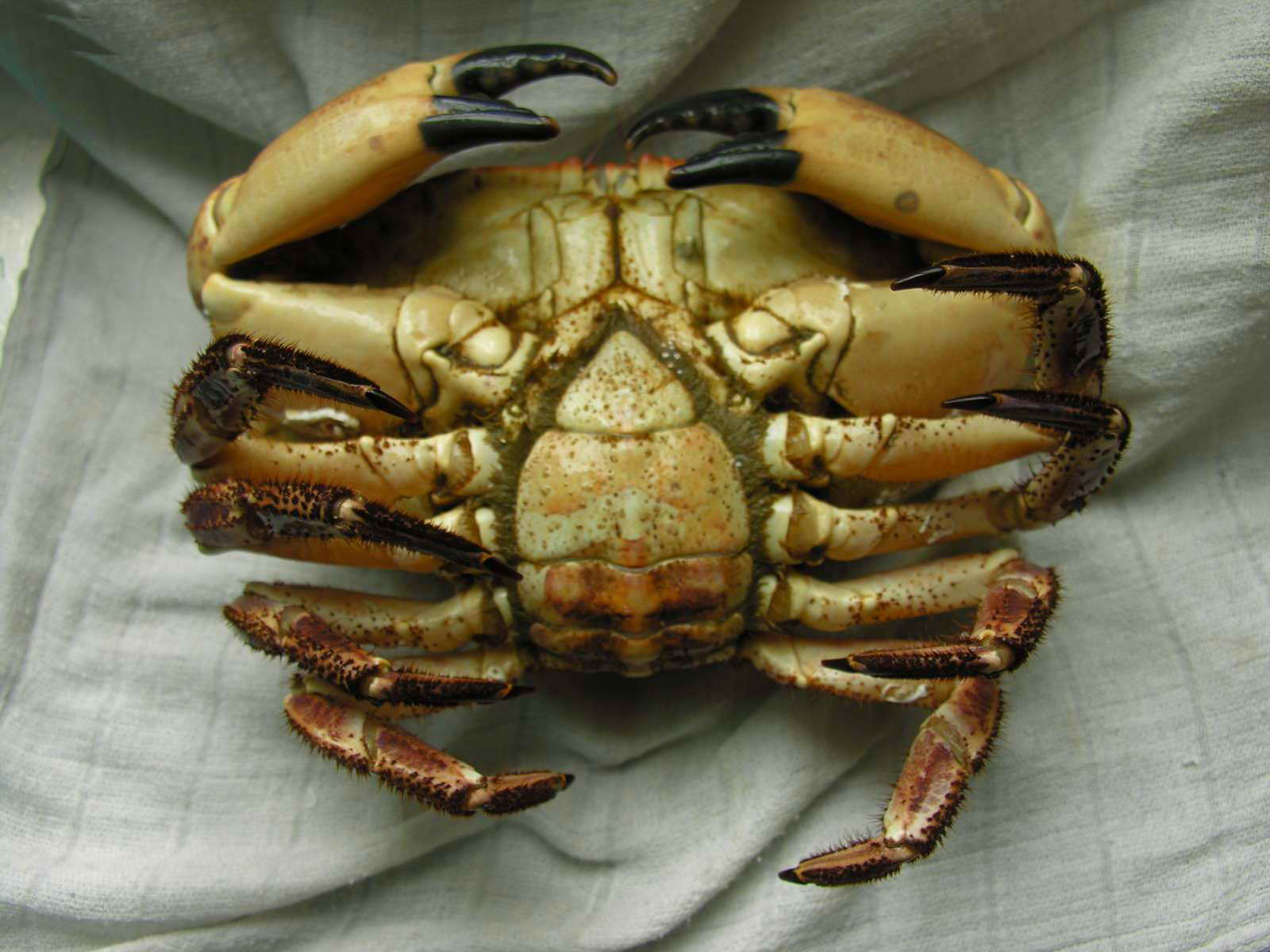
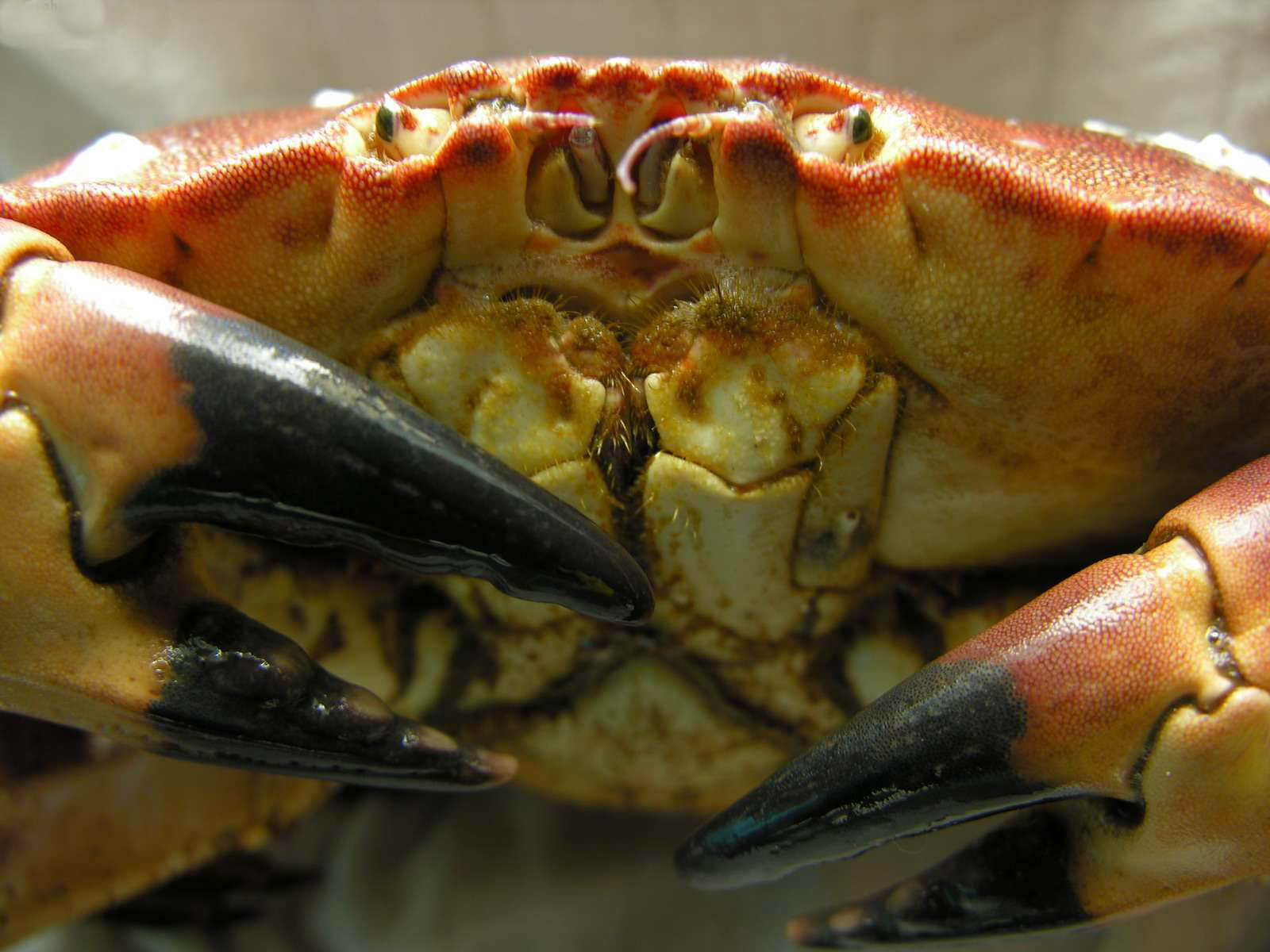
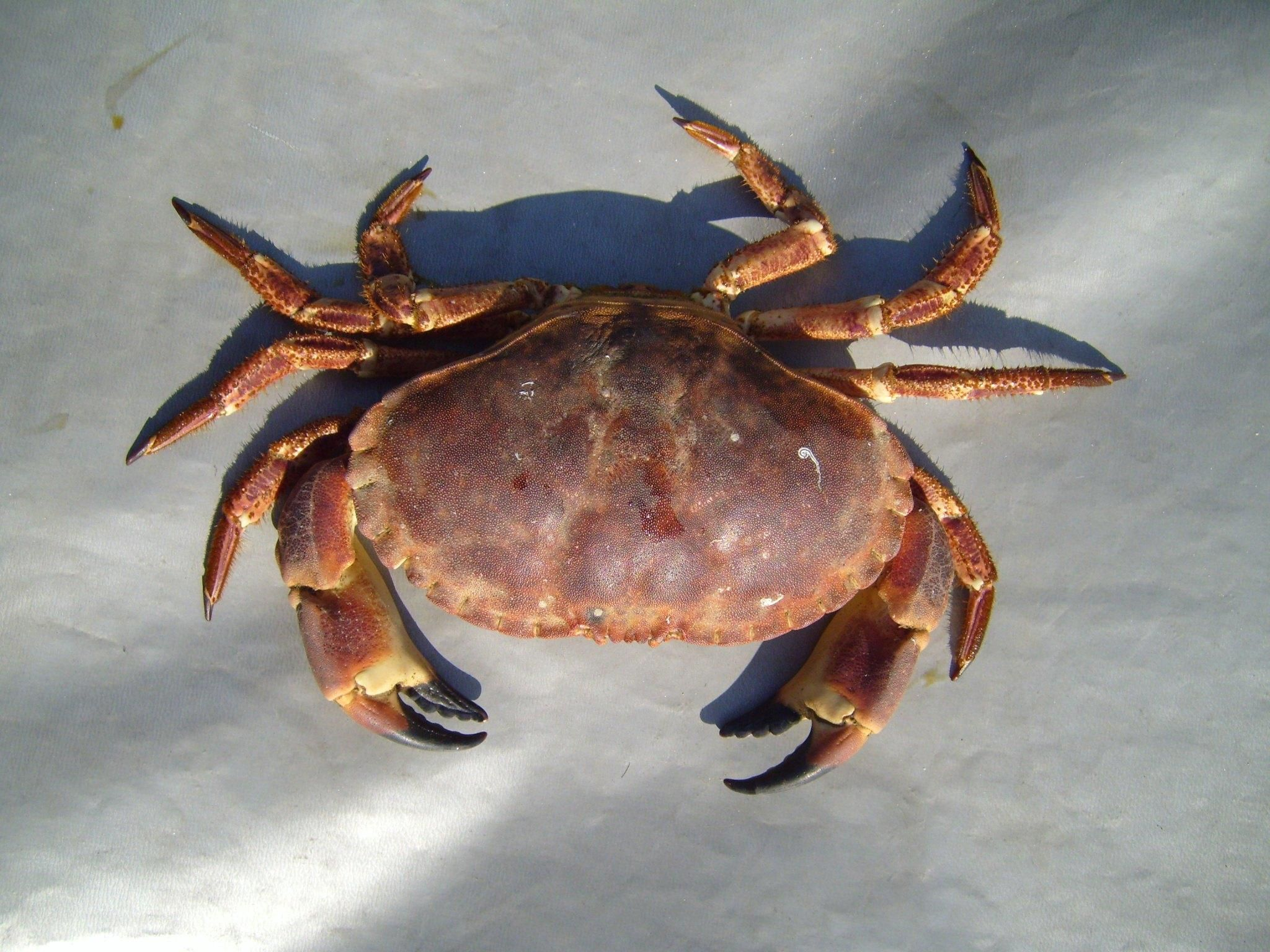